# Damora seitzi
Damora seitzi är en fjärilsart som beskrevs av Hans Fruhstorfer 1908. Damora seitzi ingår i släktet Damora och familjen praktfjärilar. Inga underarter finns listade i Catalogue of Life.